# Crims (programa de radiotelevisió)
|  | «Crims» redirigeix aquí. Si cerqueu altres significats, vegeu «Crims (desambiguació)». |

Crims és un programa de ràdio i televisió català sobre crim real coproduït per la Corporació Catalana de Mitjans Audiovisuals i la productora Goroka i presentat per Carles Porta i Gasset. Les seves emissions van començar el 8 de setembre de 2018 en la versió radiofònica a Catalunya Ràdio, mentre que el primer capítol de la versió televisiva a Televisió de Catalunya (TV3) es va emetre el 3 de febrer de 2020.
Els capítols televisats del programa estan parcialment subtitulats en català (excepte les intervencions en castellà) i es preveu que ho estiguin també en castellà, anglès, àrab.
El programa té el seu origen en la secció de crònica negra que feia Carles Porta al programa Estat de Gràcia, on a la temporada 2016-17 els dijous i a la 2017-18 els dimarts a les 18:35 feia la secció "Històries de mitja tarda". Anteriorment Carles Porta va col·laborar de reporter i narrador al capítol de 30 Minuts "Tor, la muntanya maleïda" emès el 20 d'abril de 1997, d'aquí va fer posteriorment un llibre i es va endinsar en la crònica negra, on després de la secció a l'Estat de Gràcia va realitzar el podcast "Tor, tretze cases i tres morts" el juny de 2018. D'aquest documental del 30 Minuts i gràcies a l'èxit del llibre, el podcast i del programa Crims, al 2024 es va emetre la sèrie Tor.

## Sinopsi
El programa descriu, a través de capítols radiofònics i televisius d'entre 50 minuts i una hora de durada, crims reals succeïts a Catalunya (i en alguns casos també en altres territoris dels Països Catalans o d'altres estats) de la segona meitat del segle XX i del segle XXI. El gènere discursiu utilitzat és el de la crònica negra novel·lada, conduïda amb trets de solemnitat i austeritat per l'aclamat presentador de ràdio i televisió Carles Porta —que introdueix cada cas i és qui obre les línies d'investigació o desvetlla nous fets de cada capítol— i combinada amb la participació de persones que, de manera directa o indirecta, van formar part del cas: familiars i amistats de les víctimes, cossos policials com els Mossos d'Esquadra o la Guàrdia Civil, metges forenses, jutges instructors, fiscals, periodistes de successos com ara Mayka Navarro o Tura Soler, advocats representants de les parts i fins i tot alguns dels acusats inicialment.
A cada capítol, els testimonis de persones implicades i les narracions novel·lades s'acompanyen de reconstruccions fictícies dels fets i també d'imatges d'arxiu de TV3, retalls de premsa, documentació policial i plans aeris realitzats per dron dels municipis i les àrees on van desenvolupar-se els fets.

## Episodis televisius
| Temp.                     | Temp.                                   | Capítols | Capítols               | Data d'emissió         | Data d'emissió       | Espectadors | Espectadors |
| Temp.                     | Temp.                                   | Capítols | Capítols               | Començament            | Fi                   | Espectadors | Espectadors |
| ------------------------- | --------------------------------------- | -------- | ---------------------- | ---------------------- | -------------------- | ----------- | ----------- |
|                           | 1                                       | 11       | 10                     | 3 de febrer de 2020    | 23 de març de 2020   | 463.000     | 19,4%       |
| Especial (Per què matem?) | 1                                       | 11       | 28 d'abril de 2020     | 28 d'abril de 2020     |                      | 463.000     | 19,4%       |
|                           | 2                                       | 10       | 10                     | 22 de febrer de 2021   | 10 de maig de 2021   | 478.000     | 18,7%       |
|                           | Minisèrie: El crim de la Guàrdia Urbana | 4        | 4                      | 13 de setembre de 2021 | 11 d'octubre de 2021 | 446.000     | 20,4%       |
|                           | 3                                       | 12       | 8                      | 2 de maig de 2022      | 20 de juny de 2022   | 581.000     | 25,8%       |
| 4                         | 3                                       | 12       | 14 de novembre de 2022 | 5 de desembre de 2022  | 620.000              | 28,0%       |             |
|                           | 4                                       | 6        | 6                      | 20 de març de 2023     | 25 d'abril de 2023   | 541.000     | 24,2%       |
|                           | 5                                       | 8        | 8                      | 27 de gener de 2025    | 17 de març de 2025   | 435.000     | 21,3%       |
| Total                     | Total                                   | 51       | 51                     | 2020                   |                      |             |             |

### Temporada 1 (2020)
| Núm. total | Núm. de la temporada | Títol                            | Direcció                                 | Guió                                 | Data d'emissió original | Espectadors (milions) |
| ---------- | -------------------- | -------------------------------- | ---------------------------------------- | ------------------------------------ | ----------------------- | --------------------- |
| 1          | 1                    | «Brito i Picatoste»              | Santi Baró, Carles Porta i Enric Álvarez | Enric Álvarez                        | 3 de febrer de 2020     | 541.000 (22,5%)       |
| 2          | 2                    | «Brito i Picatoste»              | Santi Baró, Carles Porta i Enric Álvarez | Enric Álvarez                        | 3 de febrer de 2020     | 490.000 (26,6%)       |
| 3          | 3                    | «El zelador d'Olot»              | Santi Baró, Carles Porta i Carlos Torres | Carlos Torres                        | 10 de febrer de 2020    | 419.000 (16,7%)       |
| 4          | 4                    | «L'assassí del Putxet»           | Santi Baró, Carles Porta i Neus Sala     | Neus Sala                            | 17 de febrer de 2020    | 472.000 (19,2%)       |
| 5          | 5                    | «Josep Talleda, l'"Espereu-me"»  | Santi Baró, Laia Foguet i Carles Porta   | Laia Foguet                          | 24 de febrer de 2020    | 508.000 (19,6%)       |
| 6          | 6                    | «Josep Talleda, l'"Espereu-me"»  | Santi Baró, Laia Foguet i Carles Porta   | Laia Foguet                          | 2 de març de 2020       | 452.000 (17,8%)       |
| 7          | 7                    | «Mataiaies»                      | Santi Baró, Carles Porta i Carlos Torres | Carlos Torres                        | 9 de març de 2020       | 455.000 (18,0%)       |
| 8          | 8                    | «Machala»                        | Santi Baró, Carles Porta i Enric Álvarez | Enric Álvarez                        | 16 de març de 2020      | 458.000 (18,5%)       |
| 9          | 9                    | «La bibliotecària Helena Jubany» | Santi Baró, Pol Izquierdo i Carles Porta | Pol Izquierdo i Carlos Torres        | 23 de març de 2020      | 461.000 (22,5%)       |
| 10         | 10                   | «La bibliotecària Helena Jubany» | Santi Baró, Pol Izquierdo i Carles Porta | Pol Izquierdo i Carlos Torres        | 23 de març de 2020      | 508.000 (19,4%)       |
| 11         | Especial             | «Per què matem? (Especial)»      | Santi Baró, Carles Porta i Enric Álvarez | José Ramón Fernández i Enric Álvarez | 28 d'abril de 2020      | 333.000 (12,9%)       |

### Temporada 2 (2021)
| Núm. total | Núm. de la temporada | Títol                 | Direcció                  | Guió                         | Data d'emissió original | Espectadors (milions) |
| ---------- | -------------------- | --------------------- | ------------------------- | ---------------------------- | ----------------------- | --------------------- |
| 12         | 1                    | «Piris»               | Santi Baró i Carles Porta | Carlos Torres                | 22 de febrer de 2021    | 453.000 (17,0%)       |
| 13         | 2                    | «Santaló»             | Santi Baró i Carles Porta | Gerard Peris i Enric Álvarez | 1 de març de 2021       | 495.000 (19,6%)       |
| 14         | 3                    | «Ca n'Amat»           | Santi Baró i Carles Porta | Laia Foguet                  | 15 de març de 2021      | 401.000 (15,6%)       |
| 15         | 4                    | «La flor»             | Santi Baró i Carles Porta | Gerard Peris i Enric Álvarez | 22 de març de 2021      | 469.000 (17,9%)       |
| 16         | 5                    | «Angi»                | Santi Baró i Carles Porta | Carlos Torres                | 29 de març de 2021      | 480.000 (19,3%)       |
| 17         | 6                    | «Permanyer (Part I)»  | Santi Baró i Carles Porta | Gerard Peris i Enric Álvarez | 12 d'abril de 2021      | 505.000 (20,2%)       |
| 18         | 7                    | «Permanyer (Part II)» | Santi Baró i Carles Porta | Gerard Peris i Enric Álvarez | 19 d'abril de 2021      | 497.000 (20,1%)       |
| 19         | 8                    | «Sant Ruf»            | Santi Baró i Carles Porta | Marc González de la Varga    | 26 d'abril de 2021      | 518.000 (19,8%)       |
| 20         | 9                    | «Castell (Part I)»    | Santi Baró i Carles Porta | Carlos Torres                | 3 de maig de 2021       | 509.000 (19,6%)       |
| 21         | 10                   | «Castell (Part II)»   | Santi Baró i Carles Porta | Carlos Torres                | 10 de maig de 2021      | 450.000 (18,3%)       |

### Minisèrie: El crim de la Guàrdia Urbana (2021)
Aquest monogràfic de la sèrie sobre el crim de la Guàrdia Urbana és el que ha tingut una audiència més alta, amb 448.000 espectadors de mitjana, que representen el 20,4% de quota de pantalla. Està previst que el 13 de maig de 2022 participi en la secció "The naked truth: Challenging faction" del festival Input.
| Núm. total | Núm. de la temporada | Títol                             | Direcció                  | Guió        | Data d'emissió original | Espectadors (milions) |
| ---------- | -------------------- | --------------------------------- | ------------------------- | ----------- | ----------------------- | --------------------- |
| 22         | 1                    | «Part I: Els fets»                | Santi Baró i Carles Porta | Laia Foguet | 13 de setembre de 2021  | 476.000 (20,6%)       |
| 23         | 2                    | «Part II: La versió de la Rosa»   | Santi Baró i Carles Porta | Laia Foguet | 20 de setembre de 2021  | 396.000 (18,0%)       |
| 24         | 3                    | «Part III: La versió de l'Albert» | Santi Baró i Carles Porta | Laia Foguet | 27 de setembre de 2021  | 514.000 (23,6%)       |
| 25         | 4                    | «Part IV: La versió del Jurat»    | Santi Baró i Carles Porta | Laia Foguet | 11 d'octubre de 2021    | 400.000 (19,4%)       |

### Temporada 3 (2022)
| Part 1 |    |                                        |                                            |                              |                        |                 |
| 26     | 1  | «Kevin»                                | Santi Baró i Carles Porta                  | Carlos Torres                | 2 de maig 2022         | 551.000 (23,2%) |
| 27     | 2  | «Isidre»                               | Santi Baró i Carles Porta                  | Laia Foguet                  | 9 de maig 2022         | 600.000 (25,6%) |
| 28     | 3  | «Manoli»                               | Santi Baró i Carles Porta                  | Nil Montilla                 | 16 de maig 2022        | 635.000 (26,3%) |
| 29     | 4  | «Sònia»                                | Santi Baró i Carles Porta                  | Laia Foguet                  | 23 de maig 2022        | 572.000 (26,7%) |
| 30     | 5  | «La iaia Anita (Part I)»               | Santi Baró i Carles Porta                  | Anna Punsí                   | 30 de maig 2022        | 586.000 (24,7%) |
| 31     | 6  | «La iaia Anita (Part II)»              | Santi Baró i Carles Porta                  | Anna Punsí                   | 6 de juny 2022         | 597.000 (28,2%) |
| 32     | 7  | «La noia de Portbou: No Name (Part I)» | Santi Baró i Carles Porta                  | Marta Freixanet              | 13 de juny 2022        | 509.000 (24,4%) |
| 33     | 8  | «La noia de Portbou: Evi (Part II)»    | Santi Baró i Carles Porta                  | Marta Freixanet              | 20 de juny 2022        | 602.000 (27,5%) |
| Part 2 |    |                                        |                                            |                              |                        |                 |
| 34     | 9  | «Girona/Madrid (Part I)»               | Santi Baró, Carles Porta i Laura Tremoleda | Nil Montilla i Enric Álvarez | 14 de novembre de 2022 | 651.000 (29,3%) |
| 35     | 10 | «Madrid/Girona (Part II)»              | Santi Baró, Carles Porta i Laura Tremoleda | Nil Montilla i Enric Álvarez | 21 de novembre de 2022 | 682.000 (30,2%) |
| 36     | 11 | «Febamar (Part I)»                     | Santi Baró, Carles Porta i Laura Tremoleda | Carlos Torres                | 28 de novembre de 2022 | 617.000 (27,7%) |
| 37     | 12 | «Febamar (Part II)»                    | Santi Baró, Carles Porta i Laura Tremoleda | Carlos Torres                | 5 de desembre de 2022  | 531.000 (24,7%) |

### Temporada 4 (2023)
| Núm. total | Núm. de la temporada | Títol          | Direcció                                   | Guió            | Data d'emissió original | Espectadors (milions) |
| ---------- | -------------------- | -------------- | ------------------------------------------ | --------------- | ----------------------- | --------------------- |
| 38         | 1                    | «Marina Ruiz»  | Santi Baró i Carles Porta                  | Neus Sala       | 20 de març de 2023      | 689.000 (30,9%)       |
| 39         | 2                    | «Jordi Comas»  | Santi Baró i Carles Porta                  | Marc Cases      | 27 de març de 2023      | 567.000 (23,9%)       |
| 40         | 3                    | «Jordi Comas»  | Santi Baró i Carles Porta                  | Neus Sala       | 3 d'abril de 2023       | 490.000 (22,5%)       |
| 41         | 4                    | «Jordi Comas»  | Santi Baró i Carles Porta                  | Marc Cases      | 10 d'abril de 2023      | 416.000 (18,9%)       |
| 42         | 5                    | «Yimmy Cox»    | Santi Baró i Carles Porta                  | Anna Punsí      | 17 d'abril de 2023      | 522.000 (24,1%)       |
| 43         | 6                    | «L'atracament» | Santi Baró, Carles Porta i Laura Tremoleda | Marta Freixenet | 24 d'abril de 2023      | 560.000 (25,1%)       |

### Temporada 5 (2025)
| Núm. total | Núm. de la temporada | Títol         | Direcció     | Guió           | Data d'emissió original | Espectadors (milions) |
| ---------- | -------------------- | ------------- | ------------ | -------------- | ----------------------- | --------------------- |
| 44         | 1                    | «Palauet»     | Carles Porta | Minaia Llorca  | 27 de gener de 2025     | 464.000 (21,2%)       |
| 45         | 2                    | «Libèl·lula»  | Carles Porta | Javi Oms       | 3 de febrer de 2025     | 437.000 (22,4%)       |
| 46         | 3                    | «Angelet»     | Carles Porta | Marc Cases     | 10 de febrer de 2025    | 505.000 (23,7%)       |
| 47         | 4                    | «Moncloa»     | Carles Porta | Martí Haro     | 17 de febrer de 2025    | 327.000 (15,9%)       |
| 48         | 5                    | «Ronny»       | Carles Porta | Ignasi Gisbert | 24 de febrer de 2025    | 413.000 (19,5%)       |
| 49         | 6                    | «Power Girls» | Carles Porta | Anna Punsí     | 3 de març de 2025       | 459.000 (23,5%)       |
| 50         | 7                    | «Power Girls» | Carles Porta | Anna Punsí     | 10 de març de 2025      | 399.000 (19,3%)       |
| 51         | 8                    | «Benito»      | Carles Porta | Xènia Sanromà  | 17 de març de 2025      | 441.000 (22,6%)       |

## Episodis radiofònics
S'han emès 229 episodis de ràdio de Crims a Catalunya Ràdio. D'aquests, 227 són episodis inèdits on s'han tractat 171 casos diferents:

### Temporada 1
Crims es va estrenar a Catalunya Ràdio el 8 de setembre de 2018 amb el cas d'Helena Jubany. Originalment, els dissabtes de 21:05 a 22:00, tot i que des de juny de 2019 va passar a ampliar-se també als diumenges al mateix horari.
| Núm. total | Núm. de la temporada | Títol | Data d'emissió original |
| ---------- | -------------------- | --- | ----------------------- |
| 1          | 1                    | «Cas Jubany (Capítol 1): un assassí lliure 17 anys després (Part I)»                                         | 8 de setembre de 2018   |
| 2          | 2                    | «Cas Jubany (Capítol 2): qui la va drogar? (Part II)»                                                        | 15 de setembre de 2018  |
| 3          | 3                    | «Cas Jubany (Capítol 3): quan va desaparèixer l'Helena Jubany? (Part III)»                                   | 6 d'octubre de 2018     |
| 4          | 4                    | «Cas Jubany (Capítol 4): les contradiccions entre la Muntsa i el Santi (Part IV)»                            | 13 d'octubre de 2018    |
| 5          | 5                    | «Cas Jubany (Capítol 5): un joc que se'n va de les mans (Part V)»                                            | 27 d'octubre de 2018    |
| 6          | 6                    | «Cas Jubany (Capítol 6): qui va matar la bibliotecària de Sentmenat? (Part VI)»                              | 17 de novembre de 2018  |
| 7          | 7                    | «Esquarterament a la Moncloa»                                                                                | 18 de novembre de 2018  |
| 8          | 8                    | «Forenses, entre la vida i la mort»                                                                          | 1 de desembre de 2018   |
| 9          | 9                    | «Una mort incomprensible (Part I)»                                                                           | 15 de desembre de 2018  |
| 10         | 10                   | «Cas Pedro Álvarez (Capítol 1): reconeixerà la Yolanda l'assassí del Pedro? O dubtarà? (Part II)»            | 22 de desembre de 2018  |
| 11         | 11                   | «Cas Pedro Álvarez (Capítol 2): qui va matar Pedro Álvarez (Part III)»                                       | 23 de desembre de 2018  |
| 12         | 12                   | «Cas Bascuñana (capítol 1): una mort que es podria haver evitat? (Part I)»                                   | 29 de desembre de 2018  |
| 13         | 13                   | «Cas Bascuñana (capítol 2): tan sorprenent com indignant (Part II)»                                          | 5 de gener de 2019      |
| 14         | 14                   | «Cas Montse Ávila (Capítol 1): es pot empresonar algú només amb rumors? (Part I)»                            | 12 de gener de 2019     |
| 15         | 15                   | «Cas Montse Àvila (Capítol 2): tothom l'assenyala, però la jutge deixa en llibertat Josep Talleda (Part II)» | 19 de gener de 2019     |
| 16         | 16                   | «Cas Montse Ávila (Capítol 3): en Josep Talleda ha matat una altra dona? (Part III)»                         | 26 de gener de 2019     |
| 17         | 17                   | «Cas Montse Ávila (Capítol 4): Josep Talleda, un assassí en sèrie? (Part IV)»                                | 2 de febrer de 2019     |
| 18         | 18                   | «Cas Can Morgat: qui va disparar el tret que va matar el professor Bartomeu Cabello?»                        | 23 de febrer de 2019    |
| 19         | 19                   | «Cas Bellvitge (Capítol 1): pitjor que una pel·lícula de Tarantino (Part I)»                                 | 9 de març de 2019       |
| 20         | 20                   | «Cas Bellvitge (Capítol 2):55 hores a contrarrellotge i sense dormir (Part II)»                              | 10 de març de 2019      |
| 21         | 21                   | «El cas de Martina Rossi: Caiguda accidental, suïcidi o assassinat?»                                         | 23 de març de 2019      |
| 22         | 22                   | «Heu sentit mai un atracador de veritat? Et presentem el Robin Hood de Vallecas»                             | 30 de març de 2019      |
| 23         | 23                   | «Horrors històrics envoltats de foscor»                                                                      | 13 d'abril de 2019      |
| 24         | 24                   | «Cas Cervilla: mort a les vies del tren»                                                                     | 11 de maig de 2019      |
| 25         | 25                   | «El motorista assassí»                                                                                       | 8 de juny de 2019       |
| 26         | 26                   | «El lladre de calces i sostenidors, violador i assassí»                                                      | 16 de juny de 2019      |
| 27         | 27                   | «Quatre desapareguts, un esquarterat i la sèrie Dexter, completa, al lloc del crim»                          | 22 de juny de 2019      |
| 28         | 28                   | «El Crim de la Guàrdia Urbana (Part I)»                                                                      | 23 de juny de 2019      |
| 29         | 29                   | «Amanda Knox: assassina o àngel?»                                                                            | 29 de juny de 2019      |
| 30         | 30                   | «Els desapareguts que ningú busca, amb la jutgessa Graziella Moreno»                                         | 30 de juny de 2019      |
| 31         | 31                   | «Un Sant Esteve de sang»                                                                                     | 6 de juliol de 2019     |
| 32         | 32                   | «Qui va matar la Manuela a Wad-Ras?»                                                                         | 7 de juliol de 2019     |
| 33         | 33                   | «La sagnant fugida de Brito i Picatoste (Capítol 1) (Part I)»                                                | 13 de juliol de 2019    |
| 34         | 34                   | «A la caça de l'home (Capítol 2) (Part II)»                                                                  | 14 de juliol de 2019    |
| 35         | 35                   | «Fugir a qualsevol preu (Capítol 3) (Part III)»                                                              | 20 de juliol de 2019    |
| 36         | 36                   | «Qui mata àvies a Mataró?»                                                                                   | 21 de juliol de 2019    |

### Temporada 2
La segona temporada es va estrenar el 7 de setembre de 2019.
| Núm. total | Núm. de la temporada | Títol                                                                                       | Data d'emissió original |
| ---------- | -------------------- | ------------------------------------------------------------------------------------------- | ----------------------- |
| 37         | 1                    | «Cas Laso (Capítol 1): morts o desapareguts? (Part I)»                                      | 7 de setembre de 2019   |
| 38         | 2                    | «Cas Laso (Capítol 2): homicidi sense cadàver? (Part II)»                                   | 8 de setembre de 2019   |
| 39         | 3                    | «50 robatoris i quatre anys de càbales policials. Qui roba vestit de ninja?»                | 15 de setembre de 2019  |
| 40         | 4                    | «Voleu sentir un investigador de veritat? Toni Rodríguez a "Crims"»                         | 22 de setembre de 2019  |
| 41         | 5                    | «La dolça Neus (Capítol 1): hi ha gat amagat? (Part I)»                                     | 28 de setembre de 2019  |
| 42         | 6                    | «La dolça Neus (Capítol 2): víctima i botxí? (Part II)»                                     | 29 de setembre de 2019  |
| 43         | 7                    | «Innocent i 13 anys de presó. Errors judicials que arruïnen la vida»                        | 5 d'octubre de 2019     |
| 44         | 8                    | «Assalt al Banc Central (Capítol 1): 300 ostatges i 11 encaputxats (Part I)»                | 12 d'octubre de 2019    |
| 45         | 9                    | «Assalt al Banc Central (Capítol 2): el misteriós maletí (Part II)»                         | 13 d'octubre de 2019    |
| 46         | 10                   | «Una matança al Pallars: la fi d'una família, l'agonia d'un món»                            | 27 d'octubre de 2019    |
| 47         | 11                   | «Cas Piris: "El cadàver amb un preservatiu al penis" (capítol 1) (Part I)»                  | 2 de novembre de 2019   |
| 48         | 12                   | «Cas Piris: "Qui va matar Ricardo Piris?" (capítol 2) (Part II)»                            | 3 de novembre de 2019   |
| 49         | 13                   | «El segrest del Kevin: a vida o mort»                                                       | 17 de novembre de 2019  |
| 50         | 14                   | «Art criminal»                                                                              | 24 de novembre de 2019  |
| 51         | 15                   | «Un violador, una carta i tres cadàvers»                                                    | 8 de desembre de 2019   |
| 52         | 16                   | «Ana Orantes: "Un assassinat que va sacsejar consciències"»                                 | 14 de desembre de 2019  |
| 53         | 17                   | «Cas Gloria Vivancos: una sentència que deixa dubtes»                                       | 21 de desembre de 2019  |
| 54         | 18                   | «La Pobla de Ferran (Cap. 1): La mort dels colomins (Part I)»                               | 28 de desembre de 2019  |
| 55         | 19                   | «La Pobla de Ferran (Cap. 2): "No sortiu, que vindrà el Marimon!" (Part II)»                | 29 de desembre de 2019  |
| 56         | 20                   | «Prohibit robar en diumenge»                                                                | 5 de gener de 2020      |
| 57         | 21                   | «Cas Santaló (Cap.1): una mort a plena llum del dia (Part I)»                               | 11 de gener de 2020     |
| 58         | 22                   | «Cas Santaló (Cap. 2): una cabina telefònica. Crim resolt (Part II)»                        | 12 de gener de 2020     |
| 59         | 23                   | «El crim de la vídua de la CAM. Un crim amb aires de "Falcon Crest"»                        | 18 de gener de 2020     |
| 60         | 24                   | «El cas de Federica Squarise: "Sentia una veu dins el cap que em deia: 'Mata-la, mata-la'"» | 25 de gener de 2020     |
| 61         | 25                   | «Qui li ha tallat el coll a un noi de catorze anys?»                                        | 1 de febrer de 2020     |
| 62         | 26                   | «El triple crim de l'Eixample: Un triple crim carregat de maldat (Part I)»                  | 8 de febrer de 2020     |
| 63         | 27                   | «El triple crim de l'Eixample (Cap.2): El misteri de la "i" llatina (Part II)»              | 15 de febrer de 2020    |
| 64         | 28r                  | «Cas Castelltort: la clau, les petjades i una taca de sang»                                 | 16 de febrer de 2020    |
| 65         | 29                   | «Un assassí de gatets»                                                                      | 23 de febrer de 2020    |
| 66         | 30                   | «L'home trobat mort dins el maleter de seu cotxe (Capítol 1) (Part I)»                      | 29 de febrer de 2020    |
| 67         | 31                   | «L'home trobat mort dins el maleter de seu cotxe (Capítol 2) (Part II)»                     | 8 de març de 2020       |
| 68         | 32                   | «Anna Permanyer, desapareguda a Barcelona»                                                  | 14 de març de 2020      |

### Temporada estiu 2020
L'estiu de 2020, Catalunya Ràdio va emetre de dilluns a divendres de 15h a 16h capítols repetits de Crims:
| Núm. total | Núm. de la temporada | Títol | Data d'emissió original |
| ---------- | -------------------- | --- | ----------------------- |
| 69         | 1                    | «Dieguito el Malo i la fuga dels 45 (Cap.1) (Part I)»                                                        | 20 de juliol de 2020    |
| 70         | 2                    | «Dieguito el Malo i la fuga dels 45 (Cap.2) (Part II)»                                                       | 21 de juliol de 2020    |
| 71         | 3                    | «Dieguito el Malo i la fuga dels 45 (Cap.3) (Part III)»                                                      | 22 de juliol de 2020    |
| 72         | 4                    | «Dieguito el Malo i la fuga dels 45 (Cap.4) (Part IV)»                                                       | 23 de juliol de 2020    |
| 73         | 5                    | «Dieguito el Malo i la fuga dels 45 (Cap.5) (Part V)»                                                        | 24 de juliol de 2020    |
| -          | 6                    | «Cas Jubany (Capítol 1): un assassí lliure 17 anys després (Part I)»                                         | 27 de juliol de 2020    |
| -          | 7                    | «Cas Jubany (Capítol 2): qui la va drogar? (Part II)»                                                        | 28 de juliol de 2020    |
| -          | 8                    | «Cas Jubany (Capítol 3): quan va desaparèixer l'Helena Jubany? (Part III)»                                   | 29 de juliol de 2020    |
| -          | 9                    | «Cas Jubany (Capítol 4): les contradiccions entre la Muntsa i el Santi (Part IV)»                            | 30 de juliol de 2020    |
| -          | 10                   | «Cas Jubany (Capítol 5): un joc que se'n va de les mans (Part V)»                                            | 31 de juliol de 2020    |
| 74         | 11                   | «Cas Jubany (Capítol 6): qui va matar la bibliotecària de Sentmenat? (Part VI) ACT»                          | 3 d'agost de 2020       |
| -          | 12                   | «L'home trobat mort dins el maleter de seu cotxe (Capítol 1) (Part I)»                                       | 4 d'agost de 2020       |
| -          | 13                   | «L'home trobat mort dins el maleter de seu cotxe (Capítol 2) (Part II)»                                      | 5 d'agost de 2020       |
| -          | 14                   | «La dolça Neus (Capítol 1): hi ha gat amagat? (Part I)»                                                      | 6 d'agost de 2020       |
| -          | 15                   | «La dolça Neus (Capítol 2): víctima i botxí? (Part II)»                                                      | 7 d'agost de 2020       |
| -          | 16                   | «Cas Castelltort: la clau, les petjades i una taca de sang»                                                  | 10 d'agost de 2020      |
| -          | 17                   | «Cas Santaló (Cap.1): una mort a plena llum del dia (Part I)»                                                | 11 d'agost de 2020      |
| -          | 18                   | «Cas Santaló (Cap. 2): una cabina telefònica. Crim resolt (Part II)»                                         | 12 d'agost de 2020      |
| -          | 19                   | «Cas Bascuñana (capítol 1): una mort que es podria haver evitat? (Part I)»                                   | 13 d'agost de 2020      |
| -          | 20                   | «Cas Bascuñana (capítol 2): tan sorprenent com indignant (Part II)»                                          | 14 d'agost de 2020      |
| -          | 21                   | «Cas Montse Ávila (Capítol 1): es pot empresonar algú només amb rumors? (Part I)»                            | 17 d'agost de 2020      |
| -          | 22                   | «Cas Montse Àvila (Capítol 2): tothom l'assenyala, però la jutge deixa en llibertat Josep Talleda (Part II)» | 18 d'agost de 2020      |
| -          | 23                   | «Cas Montse Ávila (Capítol 3): en Josep Talleda ha matat una altra dona? (Part III)»                         | 19 d'agost de 2020      |
| -          | 24                   | «Cas Montse Ávila (Capítol 4): Josep Talleda, un assassí en sèrie? (Part IV)»                                | 20 d'agost de 2020      |
| -          | 25                   | «Cas Bellvitge (Capítol 1): pitjor que una pel·lícula de Tarantino (Part I)»                                 | 20 d'agost de 2020      |
| -          | 26                   | «Cas Bellvitge (Capítol 2):55 hores a contrarrellotge i sense dormir (Part II)»                              | 21 d'agost de 2020      |
| -          | 27                   | «Cas Gloria Vivancos: una sentència que deixa dubtes»                                                        | 24 d'agost de 2020      |
| -          | 28                   | «La sagnant fugida de Brito i Picatoste (Capítol 1) (Part I)»                                                | 25 d'agost de 2020      |
| -          | 29                   | «A la caça de l'home (Capítol 2) (Part II)»                                                                  | 26 d'agost de 2020      |
| -          | 30                   | «Fugir a qualsevol preu (Capítol 3) (Part III)»                                                              | 27 d'agost de 2020      |
| -          | 31                   | «Cas Can Morgat: qui va disparar el tret que va matar el professor Bartomeu Cabello?»                        | 28 d'agost de 2020      |

- ACT Capítol actualitzat després de novetats

### Temporada 3
La tercera temporada es va estrenar el 5 de setembre de 2020 amb el cas de l'assassí de la flor. El dia de Sant Esteve de 2020 de 15h a 19h es va fer un especial del crim de la Guàrdia Urbana, amb quatre capítols seguits.
| Núm. total | Núm. de la temporada | Títol | Data d'emissió original |
| ---------- | -------------------- | --- | ----------------------- |
| 75         | 1                    | «L'assassí de la flor, capítol 1 (Part I)»                                                                       | 5 de setembre de 2020   |
| 76         | 2                    | «L'assassí de la flor, capítol 2 (Part II)»                                                                      | 6 de setembre de 2020   |
| 77         | 3                    | «Lianne Smith: La història d'un doble infanticidi»                                                               | 12 de setembre de 2020  |
| 78         | 4                    | «PAPUS: la visita del rancor»                                                                                    | 13 de setembre de 2020  |
| 79         | 5                    | «Qui va matar el petit Grégory? Un cas molt difícil de creure. Capítol 1 (Part I)»                               | 19 de setembre de 2020  |
| 80         | 6                    | «El Cas Grégory. El crim perfecte? Capítol 2 (Part II)»                                                          | 20 de setembre de 2020  |
| 81         | 7                    | «Guillem Agulló, sense perdó»                                                                                    | 26 de setembre de 2020  |
| 82         | 8                    | «El segrest de la Nadima. Un drama que no acabarà en tragèdia gràcies al sucre i a la cocaïna»                   | 10 d'octubre de 2020    |
| 83         | 9                    | «El crim de Calders. Les càmeres de seguretat i el rottweiler»                                                   | 18 d'octubre de 2020    |
| 84         | 10                   | «El Solitario: L'atracador fonedís. Capítol 1 (Part I)»                                                          | 24 d'octubre de 2020    |
| 85         | 11                   | «El Solitario: El deixeble. Capítol 2 (Part II)»                                                                 | 25 d'octubre de 2020    |
| 86         | 12                   | «Ruta de bars, rastre de sang: el cas Snoopy»                                                                    | 1 de novembre de 2020   |
| 87         | 13                   | «El doble crim d'Almonte. Capítol 1. Sense sospitós (Part I)»                                                    | 7 de novembre de 2020   |
| 88         | 14                   | «El doble crim d'Almonte. Capítol 2. Cent cinquanta-quatre ganivetades (Part II)»                                | 8 de novembre de 2020   |
| 89         | 15                   | «Cas Polop. Qui ha matat l'alcalde? Capítol 1 (Part I)»                                                          | 15 de novembre de 2020  |
| 90         | 16                   | «Cas Polop. Prostíbuls, sicaris i un desenllaç sorprenent. Capítol 2 (Part II)»                                  | 16 de novembre de 2020  |
| 91         | 17                   | «Un assassí en sèrie campa per Lleida?»                                                                          | 22 de novembre de 2020  |
| 92         | 18                   | «El boig del xandall»                                                                                            | 28 de novembre de 2020  |
| 93         | 19                   | «El violador de la Verneda»                                                                                      | 29 de novembre de 2020  |
| 94         | 20                   | «Fargo: Apartament número 5»                                                                                     | 25 de desembre de 2020  |
| 95         | 21                   | «El crim de la Guàrdia Urbana (Capítol 1): Un cas condemnat a estar sempre obert (Part II)»                      | 26 de desembre de 2020  |
| 96         | 22                   | «El crim de la Guàrdia Urbana (Capítol 2): Qui diu la veritat? (Part III)»                                       | 26 de desembre de 2020  |
| 97         | 23                   | «El crim de la Guàrdia Urbana (Capítol 3): Com van matar el Pedro Rodríguez? (Part IV)»                          | 26 de desembre de 2020  |
| 98         | 24                   | «El crim de la Guàrdia Urbana (Capítol 4): La veritat oficial (Part V)»                                          | 26 de desembre de 2020  |
| 99         | 25                   | «La dona sense rostre»                                                                                           | 9 de gener de 2021      |
| 100        | 26                   | «Cas Biondo: suïcidi o assassinat?»                                                                              | 10 de gener de 2021     |
| 101        | 27                   | «La desaparició de Manoli Pulido. Tres sospitosos que no diuen la veritat»                                       | 16 de gener de 2021     |
| 102        | 28                   | «La mort de Jordi Magraner, l'home que buscava el ieti al Pakistan. Del paradís a l'infern. Capítol 1 (Part I)»  | 23 de gener de 2021     |
| 103        | 29                   | «La mort de Jordi Magraner, l'home que buscava el ieti al Pakistan. Un assassinat incòmode. Capítol 2 (Part II)» | 24 de gener de 2021     |
| 104        | 30                   | «El cas de la doctora de Tarragona: on és la Glòria Sanz?»                                                       | 30 de gener de 2021     |
| 105        | 31                   | «Cas Miguel Escudero: un crim amb aires cinematogràfics»                                                         | 6 de febrer de 2021     |
| 106        | 32                   | «L'assassinat d'Olof Palme (Capítol 1): Qui el va matar i per què? (Part I)»                                     | 20 de febrer de 2021    |
| 107        | 33                   | «L'assassinat d'Olof Palme (Capítol 2): Crim resolt? (Part II)»                                                  | 21 de febrer de 2021    |
| 108        | 34                   | «Sònia, la dona trans, víctima de l'odi»                                                                         | 27 de febrer de 2021    |
| 109        | 35                   | «El monstre de Vacarisses»                                                                                       | 28 de febrer de 2021    |
| 110        | 36                   | «Qui va matar Jordi Berraondo?»                                                                                  | 13 de març de 2021      |
| 111        | 37                   | «Qui va matar la Maria Marta? Un crim que donarà la volta al món»                                                | 14 de març de 2021      |
| 112        | 38                   | «La noia de Portbou»                                                                                             | 20 de març de 2021      |
| 113        | 39                   | «El crim de Masquefa: Un cadàver sense empremtes»                                                                | 27 de març de 2021      |
| 114        | 40                   | «La noia del bidó»                                                                                               | 4 d'abril de 2021       |
| 115        | 41                   | «Cas Biondo: suïcidi o assassinat? ACT»                                                                          | 11 d'abril de 2021      |

- ACT Capítol actualitzat després de novetats

### Temporada 4
La quarta temporada es va estrenar el 5 de setembre de 2021. En aquesta temporada, la seva emissió es va limitar als diumenges.
| Núm. total | Núm. de la temporada | Títol | Data d'emissió original |
| ---------- | -------------------- | --- | ----------------------- |
| 116        | 1                    | «Una desaparició inquietant (Part I)»                                                                        | 5 de setembre de 2021   |
| 117        | 2                    | «Montse Méndez i Anne Strande: una desaparició a Girona i un crim a Madrid. Quina és la connexió? (Part II)» | 12 de setembre de 2021  |
| 118        | 3                    | «El crim del segle de la família Alexander»                                                                  | 19 de setembre de 2021  |
| 119        | 4                    | «El doble crim de Pedralbes»                                                                                 | 26 de setembre de 2021  |
| 120        | 5                    | «Una caixa i una sorpresa macabra»                                                                           | 3 d'octubre de 2021     |
| 121        | 6                    | «Qui va segrestar Quini?»                                                                                    | 10 d'octubre de 2021    |
| 122        | 7                    | «Un doble crim i un vehicle de luxe desaparegut»                                                             | 24 d'octubre de 2021    |
| 123        | 8                    | «El segrest d'una família (Capítol 1): Dotze hores de terror (Part I)»                                       | 31 d'octubre de 2021    |
| 124        | 9                    | «El segrest d'una família (Capítol 2): La trucada clau (Part II)»                                            | 7 de novembre de 2021   |
| 125        | 10                   | «El segrest d'una família (Capítol 3): La història es repeteix? (Part III)»                                  | 14 de novembre de 2021  |
| 126        | 11                   | «El crim de Sant Salvador de Guardiola (Capítol 1): La descoberta d'ossos (Part I)»                          | 21 de novembre de 2021  |
| 127        | 12                   | «El crim de Sant Salvador de Guardiola (Capítol 2): Una coincidència i una promesa (Part II)»                | 28 de novembre de 2021  |
| 128        | 13                   | «El crim de Sant Salvador de Guardiola (Capítol 3): Un final sense final (Part III)»                         | 5 de desembre de 2021   |
| 129        | 14                   | «Cas Zabalza: On és el Mikel?»                                                                               | 12 de desembre de 2021  |
| 130        | 15                   | «L'últim misteri de Lorca»                                                                                   | 25 de desembre de 2021  |
| 131        | 16                   | «La desaparició dels germans Òrrit»                                                                          | 9 de gener de 2022      |
| 132        | 17                   | «El fals shaolin»                                                                                            | 16 de gener de 2022     |
| 133        | 18                   | «Cas Rodney Alcalá (Capítol 1): L'assassí de l'"Amor a primera vista" (Part I)»                              | 30 de gener de 2022     |
| 134        | 19                   | «Cas Rodney Alcalá (Capítol 2): Quants assassinats carrega a les espatlles? (Part II)»                       | 6 de febrer de 2022     |
| 135        | 20                   | «El crim del dia de Sant Valentí»                                                                            | 27 de març de 2022      |
| 136        | 21                   | «Una tròlei i una troballa macabra: El misteri del bagul de metall blau»                                     | 17 d'abril de 2022      |
| 137        | 22                   | «Què ha passat a Maials? La desaparició del nen Ramon Josep»                                                 | 12 de juny de 2022      |
| 138        | 23                   | «On és l'advocat Ezquerra? Tot comença amb una sabata i una pròtesi d'un peu al cementiri de Laukiz»         | 26 de juny de 2022      |
| 139        | 24                   | «Tres morts, tres poblacions catalanes i tres bales idèntiques: crim organitzat o assassí en sèrie?»         | 3 de juliol de 2022     |
| 140        | 25                   | «Contrabandistes, guàrdies civils i una mort misteriosa: un delicte impune?»                                 | 10 de juliol de 2022    |

### Temporada 5
La cinquena temporada es va estrenar el 3 de setembre de 2022 amb el cas de l'esquarterador de Sant Pere Pescador. Aquesta temporada, fins Nadal, es va passar a emetre's tots els dissabtes i diumenges: a la ràdio, però si hi havia retransmissions esportives es publicaven igualment a la web/app de Catalunya Ràdio. A partir de gener es van emetre/publicar capítols els dissabtes, independentment de si hi havia retransmissions esportives a la ràdio.
| Núm. total | Núm. de la temporada | Títol                                                                                                 | Data d'emissió original |
| ---------- | -------------------- | --- | ----------------------- |
| 141        | 1                    | «L'esquarterador de Sant Pere Pescador»                                                               | 3 de setembre de 2022   |
| 142        | 2                    | «Qui va matar l'espardenyera de Banyoles?»                                                            | 4 de setembre de 2022   |
| 143        | 3                    | «El segrest d'Anabel Segura»                                                                          | 10 de setembre de 2022  |
| 144        | 4                    | «El cadàver esquarterat i repartit en bosses d'escombraries»                                          | 11 de setembre de 2022  |
| 145        | 5                    | «El crim del carrer Acadèmia de Lleida (Capítol 1) (Part I)»                                          | 17 de setembre de 2022  |
| 146        | 6                    | «El crim del carrer Acadèmia de Lleida (Capítol 2) (Part II) A»                                       | 18 de setembre de 2022  |
| 147        | 7                    | «Malson a Nigèria (Capítol 1) (Part I)»                                                               | 24 de setembre de 2022  |
| 148        | 8                    | «Malson a Nigèria (Capítol 2) (Part II)»                                                              | 25 de setembre de 2022  |
| 149        | 9                    | «El petit Gabriel»                                                                                    | 1 d'octubre de 2022     |
| 150        | 10                   | «Montraveta, la finca dels tres crims»                                                                | 2 d'octubre de 2022     |
| 151        | 11                   | «El crim del lloro de pedra»                                                                          | 8 d'octubre de 2022     |
| 152        | 12                   | «El cas mall. Atracaments en un minut i mig»                                                          | 9 d'octubre de 2022     |
| 153        | 13                   | «1353, monestir de Cruïlles. Qui vol matar el prior?»                                                 | 15 d'octubre de 2022    |
| 154        | 14                   | «Un assassí en sèrie a Kičevo? B»                                                                     | 16 d'octubre de 2022    |
| 155        | 15                   | «El crim de la Vila Olímpica»                                                                         | 22 d'octubre de 2022    |
| 156        | 16                   | «Les claus del cas Diana Quer»                                                                        | 23 d'octubre de 2022    |
| 157        | 17                   | «Mort a Lleó»                                                                                         | 29 d'octubre de 2022    |
| 158        | 18                   | «Atracament a Valls: salvar la vida pels pèls»                                                        | 30 d'octubre de 2022    |
| 159        | 19                   | «Quàdruple crim a Pioz. El xat de l'horror»                                                           | 5 de novembre de 2022   |
| 160        | 20                   | «Extorsions: els diners o la vida»                                                                    | 6 de novembre de 2022   |
| 161        | 21                   | «L'assassí de la baralla»                                                                             | 12 de novembre de 2022  |
| 162        | 22                   | «L'assassinat de José Luis Cabezas i les fotos maleïdes»                                              | 13 de novembre de 2022  |
| 163        | 23                   | «L'home que enganyava les dones (Capítol 1) (Part I)»                                                 | 19 de novembre de 2022  |
| 164        | 24                   | «L'home que enganyava les dones (Capítol 2) (Part II)»                                                | 20 de novembre de 2022  |
| 165        | 25                   | «Pedro Álvarez: cas prescrit (Part IV)»                                                               | 26 de novembre de 2022  |
| 166        | 26                   | «Robert Durst: l'ocell de mal averany»                                                                | 27 de novembre de 2022  |
| 167        | 27                   | «Bar Gotik. Un tret al cap (Capítol 1) (Part I)»                                                      | 3 de desembre de 2022   |
| 168        | 28                   | «Bar Gotik. Una bala a la butxaca (Capítol 2) (Part II)»                                              | 4 de desembre de 2022   |
| 169        | 29                   | «L'avió estavellat que podia espantar el turisme»                                                     | 10 de desembre de 2022  |
| 170        | 30                   | «Cas Marta del Castillo: mentides i incògnites obertes»                                               | 11 de desembre de 2022  |
| 171        | 31                   | «Cas Selva: unes claus i un tatuatge precolombí (Capítol 1) (Part I)»                                 | 17 de desembre de 2022  |
| 172        | 32                   | «Cas Selva: un fugitiu i un mòbil gens clar (Capítol 2) (Part II)»                                    | 18 de desembre de 2022  |
| 173        | 33                   | «Per Nadal, posem música a la foscor»                                                                 | 25 de desembre de 2022  |
| 174        | 34                   | «El nadó de Canovelles: una història d'avarícia i d'enveja»                                           | 14 de gener de 2023     |
| 175        | 35                   | «Les degollades de Folgueroles»                                                                       | 21 de gener de 2023     |
| 176        | 36                   | «"Serial", el podcast que va donar un gir al cas d'Adnan Syed (Capítol 1) (Part I)»                   | 28 de gener de 2023     |
| 177        | 37                   | «"Serial", el podcast que va donar un gir al cas d'Adnan Syed (Capítol 2) (Part II)»                  | 4 de febrer de 2023     |
| 178        | 38                   | «Carme Blanch: saber llegir l'escena del crim (Capítol 1) (Part I)»                                   | 11 de febrer de 2023    |
| 179        | 39                   | «Carme Blanch: interruptor, persecució i libèl·lula (Capítol 2) (Part II)»                            | 18 de febrer de 2023    |
| 180        | 40                   | «Cas Haeger: un cadàver invisible»                                                                    | 25 de febrer de 2023    |
| 181        | 41                   | «El cadàver del pantà de Boadella»                                                                    | 4 de març de 2023       |
| 182        | 42                   | «Morts, qui us ha mort?»                                                                              | 11 de març de 2023      |
| 183        | 43                   | «Per un quilo de cocaïna»                                                                             | 18 de març de 2023      |
| 184        | 44                   | «On és la Caroline del Valle?»                                                                        | 25 de març de 2023      |
| 185        | 45                   | «Les cinc morts de la Granja d'Escarp»                                                                | 1 d'abril de 2023       |
| 186        | 46                   | «El clan Puccio (capítol 1) (Part I)»                                                                 | 8 d'abril de 2023       |
| 187        | 47                   | «El clan Puccio (capítol 2) (Part II)»                                                                | 15 d'abril de 2023      |
| 188        | 48                   | «On és la María Núñez? Un codi de seguretat, una cabina telefònica i uns albarans. Les claus del cas» | 22 d'abril de 2023      |
| 189        | 49                   | «La mina Clara: 34 morts en una tragèdia oblidada»                                                    | 29 d'abril de 2023      |
| 190        | 50                   | «L'esquarterada de la Barceloneta»                                                                    | 6 de maig de 2023       |
| 191        | 51                   | «La botiguera de Palafrugell»                                                                         | 13 de maig de 2023      |
| 192        | 52                   | «Les Thelma i Louise franceses»                                                                       | 20 de maig de 2023      |
| 193        | 53                   | «La Camorra napolitana a Catalunya»                                                                   | 27 de maig de 2023      |
| 194        | 54                   | «Aurora Mancebo, 19 anys desapareguda»                                                                | 3 de juny de 2023       |
| 195        | 55                   | «Els germans Cuevas»                                                                                  | 10 de juny de 2023      |
| 196        | 56                   | «El crim de Can Planes»                                                                               | 17 de juny de 2023      |
| 197        | 57                   | «Àngels de l'Infern»                                                                                  | 24 de juny de 2023      |
| 198        | 58                   | «Cas Angelet: rumors i maldat (Capítol 1) (Part I)»                                                   | 1 de juliol de 2023     |
| 199        | 59                   | «Cas Angelet: rumors i maldat (Capítol 2) (Part II)»                                                  | 8 de juliol de 2023     |

- A La segona meitat del capítol tracta el cas del doctor Jean Charles Messmer
- B La segona meitat del capítol tracta el cas de Lucie Blackman

### Temporada 6
La sisena temporada es va estrenar el 6 de setembre de 2024 i va constar de 30 capítols. Aquesta temporada va canviar l'horari al migdia dels divendres de 13 a 14h.
| Núm. total | Núm. de la temporada | Títol                                                                  | Data d'emissió original |
| ---------- | -------------------- | ---------------------------------------------------------------------- | ----------------------- |
| 200        | 1                    | «La bossa Adidas»                                                      | 6 de setembre de 2024   |
| 201        | 2                    | «Cas Picadilly: sang, empremtes i telèfons mòbils»                     | 13 de setembre de 2024  |
| 202        | 3                    | «La desaparició de Piedad Moya (Capítol 1) (Part I)»                   | 20 de setembre de 2024  |
| 203        | 4                    | «La desaparició de Piedad Moya (Capítol 2) (Part II)»                  | 27 de setembre de 2024  |
| 204        | 5                    | «Cas Murdaugh: secrets, corrupció i mort»                              | 4 d'octubre de 2024     |
| 205        | 6                    | «El crim de la Sol»                                                    | 11 d'octubre de 2024    |
| 206        | 7                    | «El crim del camí de la Talaia»                                        | 18 d'octubre de 2024    |
| 207        | 8                    | «Cas Horts: com trobar un assassí sense saber qui és la victima»       | 25 d'octubre de 2024    |
| 208        | 9                    | «Qui va matar Natàlia Alcobé? Sospites i rumors a Granyena de Segarra» | 1 de novembre de 2024   |
| 209        | 10                   | «Darnius 3-4-5»                                                        | 8 de novembre de 2024   |
| 210        | 11                   | «El pistoler venjatiu»                                                 | 10 de gener de 2025     |
| 211        | 12                   | «El cas Neptú»                                                         | 17 de gener de 2025     |
| 212        | 13                   | «Supermercat Consum: un atracament de pel·lícula»                      | 24 de gener de 2025     |
| 213        | 14                   | «L'assassinat de Juan Pita»                                            | 31 de gener de 2025     |
| 214        | 15                   | «Tres assassinats. Una mateixa firma»                                  | 7 de febrer de 2025     |
| 215        | 16                   | «L'assassí de la pandèmia (capítol 1) (Part I)»                        | 14 de febrer de 2025    |
| 216        | 17                   | «L'assassí de la pandèmia (capítol 2) (Part II)»                       | 21 de febrer de 2025    |
| 217        | 18                   | «L'assassí de la pandèmia (capítol 3) (Part III)»                      | 28 de febrer de 2025    |
| 218        | 19                   | «La misteriosa mort de Dolors Bernabeu»                                | 7 de març de 2025       |
| 219        | 20                   | «El Nino, un altre Vaquilla (capítol 1) (Part I)»                      | 14 de març de 2025      |
| 220        | 21                   | «El Nino, un altre Vaquilla (capítol 2) (Part II)»                     | 21 de març de 2025      |
| 221        | 22                   | «Una bala rebotada i una víctima: Estela Calduch»                      | 28 de març de 2025      |
| 222        | 23                   | «El cas de Natalia Martínez Bengoa»                                    | 4 d'abril de 2025       |
| 223        | 24                   | «Conduccions criminals»                                                | 11 d'abril de 2025      |
| 224        | 25                   | «Cipriano Martos»                                                      | 25 d'abril de 2025      |
| 225        | 26                   | «El fillol del mossèn»                                                 | 2 de maig de 2025       |
| 226        | 27                   | «El cas Venus (capítol 1) (Part I)»                                    | 9 de maig de 2025       |
| 227        | 28                   | «El cas Venus (capítol 2) (Part II)»                                   | 16 de maig de 2025      |
| 228        | 29                   | «Caracremada, l'últim maqui»                                           | 23 de maig de 2025      |
| 229        | 30                   | «El crim d'Esperanza Villena»                                          | 30 de maig de 2025      |

## Emissió
Actualment, el programa s'emet a Catalunya Ràdio des del 8 de setembre de 2018 i a TV3 des del 3 de febrer de 2020.
També s'emet a Movistar Plus+ ("#0" fins a 2023) des del 17 de gener de 2022, on es pot veure mitjançant el sistema Dual tant en la versió en castellà sota el nom Crímenes, com en la versió original en català. A més, des del 31 d'octubre de 2023, Movistar Plus+ emet una nova versió del programa, anomenada Luz en la oscuridad.
El programa també s'ha emès a la televisió pública valenciana, À Punt, com a segon programa de la nit, just després de la seva adaptació valenciana, L'hora fosca, a partir del 23 de març de 2021.
L'any 2022, entre el 25 d'abril i el 2 de maig, Televisió de Catalunya va emetre el canal efímer online "TV3 Crims", amb la intenció de promocionar la nova temporada del programa.
El juliol del 2023, els drets d'emissió del programa van ser adquirits per ZDF i està previst que es comenci a emetre a Alemanya el 2024.

## Altres formats
A part dels programes de ràdio i televisió, el fenomen de Crims també compta amb la publicació de quatre llibres:
- Crims: Tot el que llegireu és real (2020)
- Crims: Llum a la foscor (2022)
- Crims: La noia de Portbou (2022)
- Crims: Pecats capitals (2023)

El 25 d'octubre de 2022 es va inaugurar al Palau Robert de Barcelona Crims: L'exposició on es plantejava com un recorregut immersiu a l'univers del programa i també tenia una part immersiva on a través d'un codi QR es podia resoldre un crim. Fou un èxit amb més de 100.00 visitants fins al 10 d'abril de 2023.
El maig de 2024 s'estrena un videojoc anomenat Crims: casos oberts per a dispositius mòbils on a través de jocs i pistes es poden resoldre fins a 10 casos diferents.

## Crítica
Un cop es va començar a emetre a la televisió, la crítica televisiva li va atorgar molt bons comentaris per la seva acurada recerca de dades i pel seu esperit fidedigne, realista i respectuós tractant-se d'una cadena pública. Les opinions publicades coincidien que el seu disseny coincidia a la perfecció amb el gènere del crim real.
El diari The Huffington Post, a través del seu portal El Televisero, va detallar-ne que «té la morbositat necessària de qualsevol novel·la negra, però amb la cura exquisita que exigeix el sentit comú. Crims no cuida només el contingut sinó també l'emblocall». Per la seva banda, el diari Ara en va destacar les recreacions excel·lents, així com la il·luminació i la fotografia escollides: «Crims és rigorós periodísticament i hàbil en la descripció sense ser groc ni exhibicionista». La Vanguardia, paral·lelament, en va destacar el grau de fidelització dels espectadors i l'èxit aconseguit en diferents formats —radiofònic, televisiu, en línia i podcàsting.
Nogensmenys, la sèrie també va rebre alguns apunts negatius. Des de l'observatori Mèdia.cat se'n va enaltir la innovació recursiva pròpia i allunyada del crim real estatunidenc, com ara l'efecte confessionari dels entrevistats, però alhora se'n va criticar la insensibilitat cap a les víctimes, els seus trets de premsa groga, les lloances sovint injustificades cap a la tasca policial i també la manca d'una perspectiva feminista pel que fa als crims masclistes i a la síndrome de la dona blanca desapareguda.
Alguns capítols com el dedicat a Esperança Comas no han comptat amb l'aprovació de la família de la víctima. En altres produccions de Carles Porta com el llibre "La farmacèutica. 492 dies segrestada" i el pòdcast "El segrest" dedicats a Maria Àngels Feliu tampoc es disposa de l'aprovació de la víctima, i fins i tot es relativitzà la negativa d'aquesta a participar-hi perquè "no li fessin més mal". Carles Porta seguí amb la publicació i aprofità gravacions que li cediren psicòlegs i la Guàrdia Civil que havien tractat amb Maria Àngels Feliu.

## Premis i reconeixements
L'any 2021 el programa va obtenir el Premi Ondas al millor programa de ràdio de tot l'Estat, que concedeix Ràdio Barcelona, així com el Premi Nacional de Comunicació en la categoria de ràdio, guardó que atorga la Generalitat de Catalunya. L'any següent va guanyar el Premi Zapping en la categoria de programa d'entreteniment/concurs.